# گاسپار اولیل
گاسپار اولیل (به انگلیسی: Gaspard Ulliel) (زادهٔ ۲۵ نوامبر ۱۹۸۴ – درگذشتهٔ ۱۹ ژانویهٔ ۲۰۲۲) بازیگر فرانسوی بود.
از فیلم‌های معروف او می‌توان به بازی در خیزش هانیبال اشاره کرد. او در این فیلم نقش هانیبال لکتر را بازی کرد. او همچنین در فیلم هرکس را که می‌خواهید ببوسید بازی کرده‌است.

## مرگ
در ۱۸ ژانویه ۲۰۲۲، اولیل در طی یک سانحه اسکی در استراحتگاه "La Rosière" در ساووا به شدت مجروح شد و به بیمارستانی در گرنوبل منتقل شد و روز بعد در بیمارستان در سن ۳۷ سالگی درگذشت.